# Liste der Burgen, Schlösser und Paläste in der Woiwodschaft Masowien
Die Liste der Burgen, Schlösser und Paläste in der Woiwodschaft Masowien erfasst ohne Anspruch auf Vollständigkeit Burgen, Schlösser, Paläste und bedeutende Herrenhäuser in der Woiwodschaft Masowien. Die alphabetische Ordnung erfolgt nach dem Namen der Ortschaft, in der sich das jeweilige Anwesen befindet. Nicht enthalten sind die entsprechende Gebäude in der Stadt Warschau, siehe dazu auch den weiterführenden Link:
- Liste der Paläste in Warschau

## Liste
B
| Bild   | Bezeichnung                        | Alternative Bezeichnungen | Lage      | Koordinaten                     | Wesentliche Baujahre | Wesentliche Architekten          | Wesentliche Bauherren | Stil          | Bemerkungen |
| ------ | ---------------------------------- | ------------------------- | --------- | ------------------------------- | -------------------- | -------------------------------- | --------------------- | ------------- | ----------- |
| Palast | Dembiński-Palast in Borkowice      |                           | Borkowice | 51° 19′ 5,1″ N, 20° 41′ 20,9″ O | 1908                 | Władysław Marconi Zygmunt Hendel | Familie Dembiński     | Eklektizismus |             |
| Palast | Bischofspalast Brok                |                           | Brok      |                                 | 1617                 |                                  |                       | Barock        | Ruine       |
| Palast | Wierusz-Kowalski-Palast in Brwinów |                           | Brwinów   | 52° 8′ 29,9″ N, 20° 42′ 40,8″ O | 1909                 |                                  | Familie Kowalski      |               |             |

C
| Bild   | Bezeichnung                 | Alternative Bezeichnungen     | Lage      | Koordinaten                      | Wesentliche Baujahre | Wesentliche Architekten | Wesentliche Bauherren                               | Stil         | Bemerkungen                                          |
| ------ | --------------------------- | ----------------------------- | --------- | -------------------------------- | -------------------- | ----------------------- | --------------------------------------------------- | ------------ | ---------------------------------------------------- |
| Palast | Górski-Palast in Ceranów    |                               | Ceranów   | 52° 37′ 33,1″ N, 22° 13′ 42,8″ O | 1877                 | Bolesław Podczaszyński  | Familie Górski                                      |              | Heute als Grundschule und Gymnasium genutzt          |
| Palast | Odrowąż-Palast in Chlewiska |                               | Chlewiska | 51° 14′ 49,2″ N, 20° 45′ 36,4″ O | 1605, 18. Jh.        |                         | Wawrzyniec Chlewicki Józef und Aleksander Podkański |              | Derzeit wird das Objekt als Schulungszentrum genutzt |
| Palast | Burg in Ciechanów           | Burg der Herzöge von Masowien | Ciechanów | 52° 53′ 4,8″ N, 20° 37′ 9,8″ O   | 1344, 1550           | Niklos                  | Ziemowit II. Ziemowit III. Janusz I. Bona Sforza    | Gotik        | Restaurierte Ruine                                   |
| Palast | Palast in Czarnolas         |                               | Czarnolas | 51° 25′ 52,9″ N, 21° 42′ 22,8″ O | 19. Jh. 1904         | Jakub Kubicki           | Familie Jabłonowski Stanisław Zawadzki              | Klassizismus | Seit 1961 Museum zu Jan Kochanowski                  |
| Palast | Burg in Czersk              | Burg der Herzöge von Masowien | Czersk    | 51° 57′ 31″ N, 21° 13′ 49″ O     | 14. Jahrhundert      |                         | Bona Sforza                                         | Gotik        | Heute Ruine                                          |

F
| Bild   | Bezeichnung       | Alternative Bezeichnungen | Lage    | Koordinaten                     | Wesentliche Baujahre                   | Wesentliche Architekten                  | Wesentliche Bauherren                                             | Stil       | Bemerkungen                                                              |
| ------ | ----------------- | ------------------------- | ------- | ------------------------------- | -------------------------------------- | ---------------------------------------- | ----------------------------------------------------------------- | ---------- | ------------------------------------------------------------------------ |
| Palast | Palast in Falenty |                           | Falenty | 52° 8′ 23,1″ N, 20° 55′ 11,5″ O | 1620er Jahre 1780er Jahre 1850er Jahre | Simon Gottlieb Zug Francesco Maria Lanci | Zygmunt Opacki Piotr und Piotr Fergusson Tepper Jan August Spiski | Frühbarock | Heutiger Nutzer: Wyższa Szkoła Przedsiębiorczości i Rozwoju Regionalnego |

G
| Bild   | Bezeichnung              | Alternative Bezeichnungen | Lage     | Koordinaten                      | Wesentliche Baujahre | Wesentliche Architekten | Wesentliche Bauherren | Stil                        | Bemerkungen |
| ------ | ------------------------ | ------------------------- | -------- | -------------------------------- | -------------------- | ----------------------- | --------------------- | --------------------------- | ----------- |
| Palast | Sobański-Palast in Guzów |                           | Guzów    | 52° 6′ 56″ N, 20° 20′ 5″ O       | 1860er Jahre         | Władysław Hirszel       | Feliks Sobański       | Französische Neorenaissance |             |
| Palast | Palast in Gostynin       |                           | Gostynin | 52° 25′ 47,3″ N, 19° 27′ 13,5″ O | 14. Jahrhundert      |                         | Siemowit IV.          |                             |             |

I
| Bild   | Bezeichnung  | Alternative Bezeichnungen | Lage | Koordinaten                 | Wesentliche Baujahre    | Wesentliche Architekten | Wesentliche Bauherren                                         | Stil              | Bemerkungen                                 |
| ------ | ------------ | ------------------------- | ---- | --------------------------- | ----------------------- | ----------------------- | ------------------------------------------------------------- | ----------------- | ------------------------------------------- |
| Palast | Burg in Iłża |                           | Iłża | 51° 9′ 44″ N, 21° 14′ 24″ O | 12. Jh. 15. Jh. 16. Jh. |                         | Radosław Odrowąż Jan Grot Filip Padniewski Marcin Szyszkowski | Gotik Renaissance | Sanierte Ruine Kulisse eines Ritterturniers |

J
| Bild   | Bezeichnung                  | Alternative Bezeichnungen | Lage     | Koordinaten                     | Wesentliche Baujahre | Wesentliche Architekten                                             | Wesentliche Bauherren                  | Stil           | Bemerkungen                             |
| ------ | ---------------------------- | ------------------------- | -------- | ------------------------------- | -------------------- | ------------------------------------------------------------------- | -------------------------------------- | -------------- | --------------------------------------- |
| Palast | Potocki-Palast in Jabłonna   | Jabłonna-Palast           | Jabłonna | 52° 22′ 29″ N, 20° 54′ 51″ O    | 1774 1837            | Domenico Merlini Szymon Bogumił Zug Enrico Marconi Mieczysław Kuźma | Michał Poniatowski Anna Dunin-Wąsowicz | Klassizismus   |                                         |
| Palast | Radziwiłł-Palast in Jadwisin |                           | Jadwisin | 52° 29′ 19,6″ N, 21° 3′ 51,2″ O | 1898                 | François Arveuf                                                     | Maciej und Jadwiga Radziwiłł           | Neorenaissance | Wird heute als Konferenzzentrum genutzt |

K
| Bild   | Bezeichnung           | Alternative Bezeichnungen | Lage      | Koordinaten                      | Wesentliche Baujahre      | Wesentliche Architekten | Wesentliche Bauherren             | Stil                        | Bemerkungen                   |
| ------ | --------------------- | ------------------------- | --------- | -------------------------------- | ------------------------- | ----------------------- | --------------------------------- | --------------------------- | ----------------------------- |
| Palast | Leski-Palast in Kręgi |                           | Kręgi     | 52° 34′ 8,9″ N, 21° 22′ 4,1″ O   | 1820er Jahre              |                         | Michał Leski                      |                             | Heute als Grundschule genutzt |
| Palast | Palast in Korczew     |                           | Korczew   | 52° 21′ 15,1″ N, 22° 36′ 49,6″ O | 1730er Jahre              |                         |                                   | Neogotik                    |                               |
| Palast | Palast in Kozienice   |                           | Kozienice | 51° 35′ 18,2″ N, 21° 33′ 12″ O   | 1770er Jahre 1890er Jahre |                         | Stanislaus II. August Poniatowski | Französische Neorenaissance |                               |

L
| Bild   | Bezeichnung          | Alternative Bezeichnungen | Lage   | Koordinaten                      | Wesentliche Baujahre      | Wesentliche Architekten | Wesentliche Bauherren      | Stil         | Bemerkungen                                                                       |
| ------ | -------------------- | ------------------------- | ------ | -------------------------------- | ------------------------- | ----------------------- | -------------------------- | ------------ | --------------------------------------------------------------------------------- |
| Palast | Herrenhaus in Lipków |                           | Lipków | 52° 16′ 46″ N, 20° 48′ 18,9″ O   | 1792 1957                 | Hilary Szpilowski       | Jakub Paschalis Jakubowicz | Klassizismus | Heute Pfarrei                                                                     |
| Palast | Burg in Liw          |                           | Liw    | 52° 22′ 24,7″ N, 21° 58′ 10,4″ O | 1420er Jahre 1760er Jahre | Niclos                  | Janusz I. Bona Sforza      | Gotik        | Die Ruine ist saniert. In der angebauten Starostei befindet sich ein Waffenmuseum |
|        | Palast in Leszno     | Łuszczewski-Palast        | Leszno | 52° 15′ 11,6″ N, 20° 35′ 11,4″ O | 1. Hälfte des 18. Jhdts.  |                         | Familie Łuszczewski        | Spätbarock   | Heute dient der Palast als Schulungscentrum der Bank BGŻ                          |
| Palast | Palast in Luszyn     |                           | Luszyn | 52° 16′ 23″ N, 19° 45′ 50″ O     | 1. Hälfte des 19. Jhdts.  |                         |                            | Klassizismus |                                                                                   |

M
| Bild   | Bezeichnung                            | Alternative Bezeichnungen | Lage             | Koordinaten                      | Wesentliche Baujahre      | Wesentliche Architekten | Wesentliche Bauherren                                                   | Stil                    | Bemerkungen                                             |
| ------ | -------------------------------------- | ------------------------- | ---------------- | -------------------------------- | ------------------------- | ----------------------- | ----------------------------------------------------------------------- | ----------------------- | ------------------------------------------------------- |
| Palast | Briggs-Palast in Marki                 |                           | Marki            | 52° 19′ 20,7″ N, 21° 6′ 18,7″ O  | 1885                      | Antoni Beill            | Edward Alfred und John Briggs                                           | Englischer Kolonialstil | Heute als Sitz einer städtischen Schule genutzt         |
| Palast | Dernałowicz-Palast in Mińsk Mazowiecki |                           | Mińsk Mazowiecki | 52° 10′ 51,2″ N, 21° 34′ 11,2″ O | 17. Jh. 18. Jh. 1828 1980 | Enrico Marconi          | Stanisław Warszycki d. Ä. Stanisław Warszycki d. J. Stanisław Jezierski | Klassizismus            | Derzeit als Kulturhaus und Bibliothek der Stadt genutzt |
| Palast | Wallburg in Mokrzk                     |                           | Mokrzk           | 52° 40′ 59,8″ N, 19° 53′ 2,5″ O  | Frühmittelalter           |                         |                                                                         |                         | Reste eines slawischen Burgwalls                        |
| Palast | Palast in Młochów                      |                           | Młochów          | 52° 2′ 59,6″ N, 20° 46′ 6,7″ O   | Anfang des 19. Jh.        | Jakub Kubicki           |                                                                         | Klassizismus            |                                                         |

N
| Bild   | Bezeichnung                     | Alternative Bezeichnungen | Lage                | Koordinaten                      | Wesentliche Baujahre | Wesentliche Architekten | Wesentliche Bauherren | Stil     | Bemerkungen                      |
| ------ | ------------------------------- | ------------------------- | ------------------- | -------------------------------- | -------------------- | ----------------------- | --------------------- | -------- | -------------------------------- |
| Palast | Kleines Schloss in Nowy Duninów |                           | Nowy Duninów        | 52° 34′ 57″ N, 19° 28′ 37″ O     | 1835–1840            |                         |                       | Neogotik | Heute Privateigentum             |
| Palast | Wallburg in Nowe Proboszczewice |                           | Nowe Proboszczewice | 52° 39′ 15,4″ N, 19° 40′ 33,7″ O | 7. Jh. 11. Jh.       |                         |                       |          | Reste eines slawischen Burgwalls |

O
| Bild   | Bezeichnung                         | Alternative Bezeichnungen | Lage                | Koordinaten                      | Wesentliche Baujahre        | Wesentliche Architekten                                    | Wesentliche Bauherren             | Stil            | Bemerkungen |
| ------ | ----------------------------------- | ------------------------- | ------------------- | -------------------------------- | --------------------------- | ---------------------------------------------------------- | --------------------------------- | --------------- | --- |
| Palast | Palast in Obory (Konstancin)        |                           | Konstancin-Jeziorna | 52° 5′ 7″ N, 21° 8′ 41″ O        | 1680er Jahre                | Tylman van Gameren Władysław Marconi                       | Jan Wielopolski Familie Potulicki | Barock          | Beherbergt heute einen Veranstaltungsbetrieb des Polnischen Literatenverbandes                                             |
| Palast | Palast in Otwock Wielki             | Bieliński-Palast          | Otwock Wielki       | 52° 2′ 30″ N, 21° 14′ 42″ O      | 1689 1760 1820er Jahre 1958 | Tylman van Gameren Giacomo Fontana Jan Koszczyc-Witkiewicz | Franciszek Bieliński Józef Kurtz  | Barock          | Beherbergt heute eine Außenstelle des Warschauer Nationalmuseums. Gezeigt werden hier unter anderem Möbel Józef Piłsudskis |
| Palast | Palast in Osuchów                   |                           | Osuchów             | 51° 54′ 6″ N, 20° 35′ 23″ O      | 19. Jh.                     |                                                            | Feliks Wołowski                   | Neoklassizismus | Heute Schulungseinrichtung der ZUS (Zakład Ubezpieczeń Społecznych)                                                        |
| Palast | Krasiński-Palast in Opinogóra Górna |                           | Opinogóra Górna     | 52° 54′ 20,3″ N, 20° 42′ 58,7″ O |                             |                                                            | Zygmunt Krasiński                 | Neogotik        | Heute Museum der Romantik                                                                                                  |

P
| Bild   | Bezeichnung                  | Alternative Bezeichnungen | Lage           | Koordinaten                      | Wesentliche Baujahre    | Wesentliche Architekten | Wesentliche Bauherren                                                                                     | Stil              | Bemerkungen                                                |
| ------ | ---------------------------- | ------------------------- | -------------- | -------------------------------- | ----------------------- | ----------------------- | --- | ----------------- | ---------------------------------------------------------- |
| Palast | Schloss in Pułtusk           |                           | Pułtusk        | 52° 42′ 14″ N, 21° 5′ 42″ O      | 15. Jh. 16. Jh. 17. Jh. |                         | Paweł Giżycki Rafal Leszczynski Andrzej Krzycki Piotr Myszkowski Andrzej Stanisław Załuski Hilary Szembek | Renaissance u. a. | Heute Sitz der Organisation für Auslandspolen (Polonia)    |
| Palast | Schloss in Płock             |                           | Płock          | 52° 32′ 30,3″ N, 19° 41′ 19,3″ O | 14. Jh.                 |                         | Kasimir der Grosse                                                                                        | Gotik             |                                                            |
| Palast | Palast in Popowo Parcele     |                           | Popowo Parcele | 52° 31′ 50,6″ N, 21° 10′ 10,2″ O | 19. Jh.                 |                         | Edmund Skarżyński                                                                                         | Neogotik          | Dient heute als Schulungszentrum der Justizvollzugsbehörde |
| Palast | Potulicki-Palast in Pruszków |                           | Pruszków       | 52° 9′ 53,1″ N, 20° 48′ 29,8″ O  | 1820er Jahre            |                         | | Klassizismus      | Das Gebäude wird heute als Standesamt genutzt              |

R
| Bild   | Bezeichnung            | Alternative Bezeichnungen | Lage         | Koordinaten                  | Wesentliche Baujahre | Wesentliche Architekten | Wesentliche Bauherren                    | Stil              | Bemerkungen                  |
| ------ | ---------------------- | ------------------------- | ------------ | ---------------------------- | -------------------- | ----------------------- | ---------------------------------------- | ----------------- | ---------------------------- |
| Palast | Palast in Radziejowice |                           | Radziejowice | 52° 0′ 13″ N, 20° 33′ 3″ O   | 15. Jh. 17. Jh.      | Jakub Kubicki           | Familie Radziejowski Kazimierz Krasiński | Barock            | Heute als Kulturhaus genutzt |
| Palast | Königsschloss Radom    |                           | Radom        | 51° 24′ 6,1″ N, 21° 8′ 36″ O | 1370                 |                         | Kasimir III. Mikołaj Szydłowiecki        | Gotik Renaissance |                              |

S
| Bild   | Bezeichnung                      | Alternative Bezeichnungen     | Lage            | Koordinaten                      | Wesentliche Baujahre | Wesentliche Architekten            | Wesentliche Bauherren                          | Stil                     | Bemerkungen                                                                              |
| ------ | -------------------------------- | ----------------------------- | --------------- | -------------------------------- | -------------------- | ---------------------------------- | ---------------------------------------------- | ------------------------ | ---------------------------------------------------------------------------------------- |
| Palast | Ogiński-Palast in Siedlce        |                               | Siedlce         | 52° 10′ 10″ N, 22° 17′ 0,9″ O    | vor 1730 1781 1950   | Stanisław Zawadzki                 | Kazimierz Czartoryski                          | Klassizismus             | Heute Sitz einer Hochschule (Akademia Podlaska w Siedlcach)                              |
| Palast | Palast in Słubice                |                               | Słubice         | 52° 22′ 8,6″ N, 19° 56′ 8,5″ O   |                      |                                    |                                                |                          |                                                                                          |
| Palast | Burg in Sochaczew                | Burg der Herzöge von Masowien | Sochaczew       | 52° 13′ 39,2″ N, 20° 14′ 8,4″ O  | 14. Jh. 1790         |                                    | Ziemowit II. Ziemowit III.                     |                          | Ruine                                                                                    |
| Palast | Burg Solec nad Wisłą             |                               | Solec nad Wisłą |                                  | vor 1394             |                                    |                                                |                          | Ruine                                                                                    |
| Palast | Palast in Starawieś              |                               | Starawieś       | 52° 27′ 24,4″ N, 21° 56′ 44,3″ O | 16. Jh. 1661 19. Jh. | Bolesław Podczaszyński             | Bogusław Radziwiłł Sergiusz Golicyn            | Neogotik                 | Heute Ausbildungszentrum der Narodowy Bank Polski                                        |
|        | Wyszomirski-Palast in Stok Lacki |                               | Stok Lacki      | 52° 9′ 32,8″ N, 22° 20′ 24,9″ O  | 1875                 | Bolesław Podczaszyński             | Józef Wyszomirski                              | Neorenaissance           | Das Objekt wird heute als Ausbildungs- und Erholungsheim genutzt                         |
| Palast | Palastruine in Studzieniec       |                               | Studzieniec     | 52° 22′ 49″ N, 19° 54′ 0″ O      | 1790                 | Hilary Szpilowski                  | Familie Skarżyński                             | Klassizismus             | Ruine                                                                                    |
| Palast | Palast in Szczawin               |                               | Szczawin        | 52° 53′ 56,8″ N, 21° 31′ 58,3″ O | Anfang 19. Jh.       | Adam Idźkowski Walerian Kronenberg | Jakub Glinka                                   |                          | Heute Privatbesitz, Nutzung als Hotel                                                    |
| Palast | Schloss Szreńsk                  |                               | Szreńsk         |                                  | 1526                 |                                    |                                                | Renaissance              | Ruine                                                                                    |
| Palast | Schloss in Szydłowiec            |                               | Szydłowiec      | 51° 13′ 36,3″ N, 20° 51′ 10″ O   | 1480 1526 1629       | Franciszek della Lora              | Stanisław Szydłowiecki Anna Sapieżyna Zamoyska | Gotik Renaissance Barock | Heute befindet sich hier das Kulturzentrum der Stadt und ein Museum zu Musikinstrumenten |
| Palast | Palast in Szymanów               |                               | Szymanów        | 52° 9′ 45,1″ N, 20° 22′ 42,8″ O  | 18. Jh. 19. Jh. 1902 | Konstanty Wojciechowski            | Familie Sanguszki Konstanty Lubomirski         |                          |                                                                                          |

T
| Bild   | Bezeichnung               | Alternative Bezeichnungen | Lage    | Koordinaten                      | Wesentliche Baujahre | Wesentliche Architekten          | Wesentliche Bauherren                     | Stil      | Bemerkungen |
| ------ | ------------------------- | ------------------------- | ------- | -------------------------------- | -------------------- | -------------------------------- | ----------------------------------------- | --------- | ----------- |
| Palast | Epstein-Palast in Teresin |                           | Teresin | 52° 11′ 53,4″ N, 20° 23′ 43,5″ O | 1848 1899            | Adolf Adam Loewe François Arveuf | Herman Epstein Władysław Drucki - Lubecki | Neobarock |             |

W
| Bild   | Bezeichnung         | Alternative Bezeichnungen | Lage  | Koordinaten                      | Wesentliche Baujahre | Wesentliche Architekten | Wesentliche Bauherren    | Stil | Bemerkungen                                                  |
| ------ | ------------------- | ------------------------- | ----- | -------------------------------- | -------------------- | ----------------------- | ------------------------ | ---- | ------------------------------------------------------------ |
| Palast | Herrenhaus in Warka |                           | Warka | 51° 47′ 18,7″ N, 21° 12′ 14,3″ O | 1689                 | Augustyn Wincenty Locci | Stanisław Antoni Szczuki |      | Heute befindet sich im Gebäude das Kazimierz Puławski-Museum |

Z
| Bild   | Bezeichnung                 | Alternative Bezeichnungen | Lage    | Koordinaten                     | Wesentliche Baujahre | Wesentliche Architekten | Wesentliche Bauherren | Stil          | Bemerkungen                  |
| ------ | --------------------------- | ------------------------- | ------- | ------------------------------- | -------------------- | ----------------------- | --------------------- | ------------- | ---------------------------- |
| Palast | Goldstand-Palast in Zaborów |                           | Zaborów | 52° 15′ 52″ N, 20° 40′ 25″ O    | 1903                 | Franciszek Lilpop       | Leon Feliks Goldstand | Eklektizismus | Heute Privateigentum         |
| Palast | Radziwiłł-Palast in Zegrze  | Zegrzyński-Palast         | Zegrze  | 52° 27′ 41,4″ N, 21° 2′ 31,9″ O | 1862                 |                         | Familie Krasiński     | Klassizismus  | Wird heute als Hotel genutzt |

Ż
| Bild   | Bezeichnung                 | Alternative Bezeichnungen | Lage          | Koordinaten                      | Wesentliche Baujahre | Wesentliche Architekten          | Wesentliche Bauherren        | Stil                                    | Bemerkungen                                                                |
| ------ | --------------------------- | ------------------------- | ------------- | -------------------------------- | -------------------- | -------------------------------- | ---------------------------- | --------------------------------------- | -------------------------------------------------------------------------- |
| Palast | Gutshaus in Żelazowa Wola   |                           | Żelazowa Wola | 52° 15′ 25,4″ N, 20° 18′ 41,5″ O | etwa 1800 1931 1948  | Julian Żakowski Mieczysław Kuźma | Kacper und Ludwik Skarbków   |                                         | Das Geburtshaus von Frédéric Chopin ist heute Teil einer Museum-Parkanlage |
| Palast | Palast in Żelechów          |                           | Żelechów      | 51° 48′ 52″ N, 21° 54′ 9″ O      | 1762 1838            |                                  | Joanna Lubomirska Jan Ordęga | Klassizismus                            | Das Anwesen soll zu einem Hotel umgebaut werden                            |
| Palast | Dittrich-Palast in Żyrardów |                           | Żyrardów      | 52° 3′ 26,3″ N, 20° 26′ 0,9″ O   | 1890                 |                                  | Karol Dittrich               | Eklektizismus, französische Renaissance | Heute Sitz des Museums für West-Masowien                                   |